# Martin Häner
Martin Häner (Berlino, 27 agosto 1988) è un hockeista su prato tedesco.

## Palmarès
- Giochi olimpici

Londra 2012: oro.
Rio de Janeiro 2016: bronzo.